# Ormetica luteola
Ormetica luteola är en fjärilsart som beskrevs av Rothschild 1909. Ormetica luteola ingår i släktet Ormetica och familjen björnspinnare. Inga underarter finns listade i Catalogue of Life.